# Cortodera baltea
Cortodera baltea är en skalbaggsart som beskrevs av Holzschuh 2003. Cortodera baltea ingår i släktet Cortodera och familjen långhorningar. Inga underarter finns listade i Catalogue of Life.